# آرمن سانامیان
آرمن سانامیان (ارمنی: Արմեն Սանամյան؛ زادهٔ ۱ فوریهٔ ۱۹۶۶) بازیکن فوتبال در پست هافبک اهل ارمنستان است.

## باشگاهی
از باشگاه‌هایی که در آن بازی کرده‌است می‌توان به آرارات ایروان، شیراک، کوتایک، اسپیتاک، آرارات ایروان، پیونیک، النجمه لبنان، راسینگ بیروت و زوارتنوتس-ای‌ای‌ال اشاره کرد.

## تیم ملی
وی همچنین در تیم ملی فوتبال ارمنستان بازی کرده‌است.
| تیم ملی                 | سال    | بازی ها | گل‌ها |
| ----------------------- | ------ | ------- | ---- |
| تیم ملی فوتبال ارمنستان | ۱۹۹۷   | ۲       | ۰    |
| مجموعاً                  | مجموعاً | ۲       | ۰    |